# Antoine-François de Pardaillan de Gondrin
Antoine-François de Pardaillan de Gondrin, marquis d'Antin, est un  officier de marine et gentilhomme français  né en 1709 et mort le 24 avril 1741.
vice-amiral de France, il commande la flotte du Ponant à Brest de 1737 à 1741. Envoyé aux Antilles dans le cadre de l'intervention française dans le conflit anglo-espagnol appelé la guerre de l'oreille de Jenkins, il combat sans succès la flotte britannique.

## Biographie

### Origines et famille

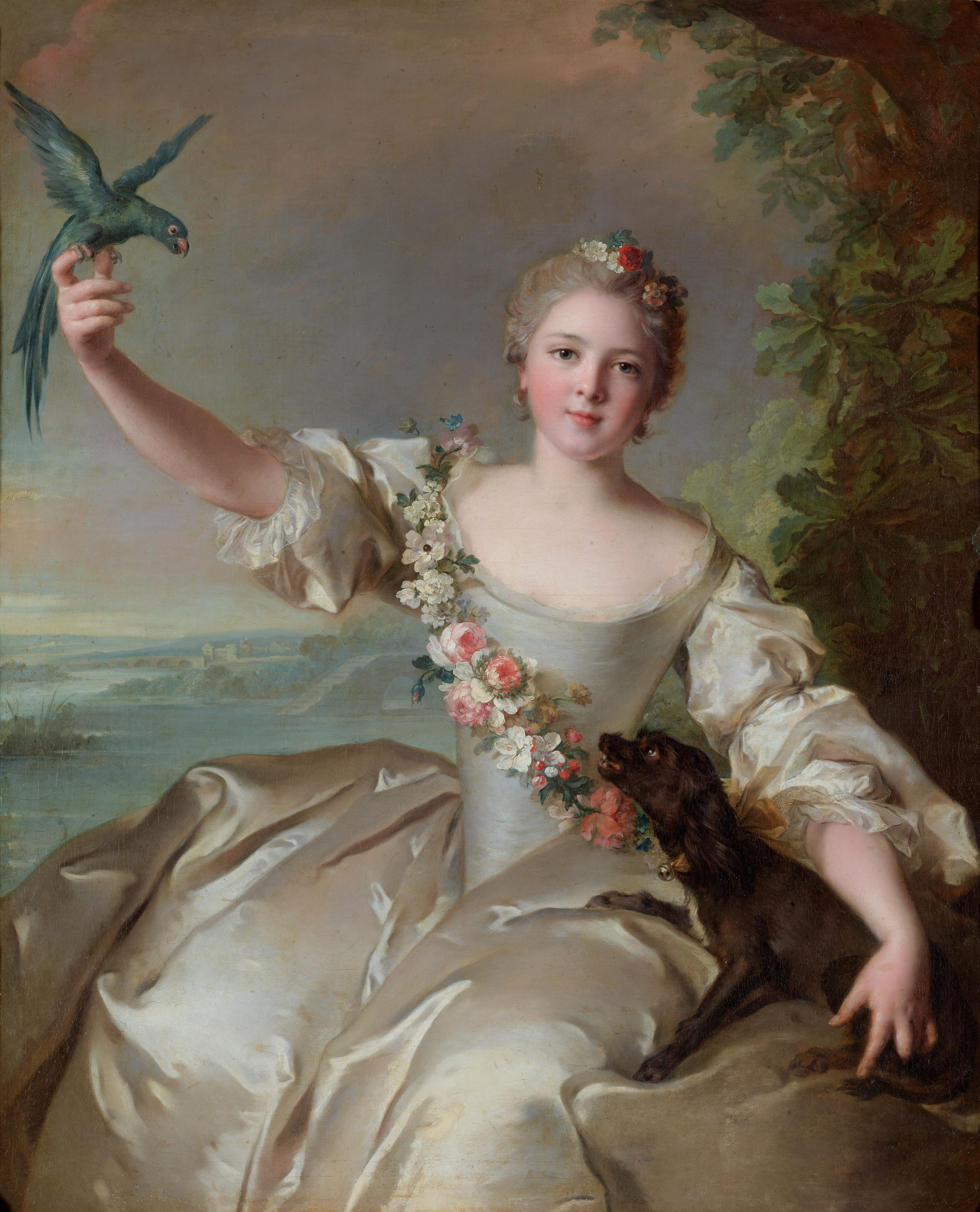
Portrait de Françoise-Renée de Carbonnel de Canisy, marquise d'Antin (1725-1814) par Jean-Marc Nattier.

Fils de Louis de Pardaillan de Gondrin et de Marie-Victoire de Noailles, il est aussi le petit-fils du duc d'Antin. 
Antoine-François de Pardaillan épouse Françoise-Renée de Carbonnel de Canisy (1725-1814), Dame de Méautis, le 11 avril 1737 à Saint-James (Manche). Son frère aîné est Louis de Pardaillan de Gondrin (1707-1743), 2e duc d'Antin, il épouse Françoise-Gillette de Montmorency-Luxembourg qui lui donne un fils en 1727.

### Carrière militaire
Sa carrière est facilitée par le remariage de sa mère Marie-Victoire de Noailles avec le comte de Toulouse Louis-Alexandre de Bourbon, fils naturel de Louis XIV et de la marquise de Montespan, grand amiral de France, en 1723. Il devient garde-marine en 1727, enseigne de vaisseau en 1728, lieutenant de vaisseau en 1729 et est nommé à 22 ans, en 1731, capitaine de vaisseau. En 1732, il commande les vaisseaux du Roi pendant une campagne du Levant. En 1733, le roi voulant prévenir les entreprises de l'Empereur sur nos mers, lui donne commission et au chevalier de Cheylus, de monter La Flore et Le Zéphir, et de croiser en Méditerranée. Après cette course, qui n'eut aucun événement remarquable, à cause de la petitesse des bâtiments impériaux, que les vaisseaux français ne pouvaient rejoindre près des côtes, il retourne au port de Toulon.
Il est promu chef d'escadre le 21 avril 1735. En 1738, il est nommé lieutenant général des armées navales et devient l'année suivante vice-amiral de la flotte du Ponant.
Il sert contre les Barbaresques sous les ordres de Duguay-Trouin, puis en mer Baltique lors de la guerre de Succession de Pologne sous les ordres de La Peyrouse et reçoit le commandement de la flotte de Brest envoyée aux Antilles combattre les Anglais au début de la guerre de Succession d'Autriche. Il meurt peu après de maladie, âgé seulement de 32 ans.

## Son œuvre littéraire
Antoine-François Gondrin de Parpaillan a rédigé un Journal très détaillé de l’expédition sur la côte barbaresque, avec des plans, des vues et des monuments.